# Jehor Macenko
Jehor Hiennadijowicz Macenko (ukr. Єгор Геннадійович Маценко, ur. 23 stycznia 2002 w Łysiance) – ukraiński piłkarz grający na pozycji obrońcy w klubie Śląsk Wrocław.

## Kariera juniorska
Macenko grał jako junior w Dynamie Kijów (do 2016), Ursusie Warszawa (2018–2019) i w Legii Warszawa (2019–2021).

## Kariera seniorska

### Legia II Warszawa
Macenko zadebiutował w rezerwach Legii Warszawa 30 sierpnia 2020 w meczu z GKS Wikielec (6:1). Pierwszą bramkę zdobył 15 maja 2021 w wygranym 3:1 spotkaniu przeciwko Legionovii Legionowo. Łącznie rozegrał dla nich 30 meczów i strzelił jednego gola.

### Śląsk II Wrocław
Macenko zaliczył debiut w rezerwach Śląska Wrocław 12 marca 2022 w przegranym 0:4 spotkaniu przeciwko Garbarni Kraków. Pierwsze dwa gole strzelił 13 sierpnia 2023 w meczu z Cariną Gubin (2:1).

### Śląsk Wrocław
Macenko przeszedł do Śląska Wrocław 17 lutego 2022. Zadebiutował u nich 20 sierpnia 2023 w meczu z Lechem Poznań (3:1). Pierwszą bramkę zdobył 27 kwietnia 2024 w przegranym 2:3 spotkaniu przeciwko Ruchowi Chorzów.

## Kariera reprezentacyjna

### Ukraina U-23
W marcu 2024 Macenko został powołany do kadry Ukrainy U-23 przygotowującej się wówczas do Letnich Igrzysk Olimpijskich 2024. Zadebiutował w niej 25 marca 2024 w meczu z Japonią (0:2).

## Statystyki

### Klubowe
(aktualne na dzień 26 maja 2025)
| Klub               | Sezon              | Liga               | Liga  | Liga   | Puchar kraju | Puchar kraju | Europa | Europa | Suma  | Suma   |
| Klub               | Sezon              | Liga               | Mecze | Bramki | Mecze        | Bramki       | Mecze  | Bramki | Mecze | Bramki |
| ------------------ | ------------------ | ------------------ | ----- | ------ | ------------ | ------------ | ------ | ------ | ----- | ------ |
| Legia II Warszawa  | 2020/21            | III liga           | 22    | 1      | 0            | 0            | –      | –      | 22    | 1      |
| Legia II Warszawa  | 2021/22            | III liga           | 8     | 0      | 0            | 0            | –      | –      | 8     | 0      |
| Legia II Warszawa  | Ogólnie            | Ogólnie            | 30    | 1      | 0            | 0            | 0      | 0      | 30    | 1      |
| Śląsk II Wrocław   | 2021/22            | II liga            | 5     | 0      | 0            | 0            | –      | –      | 5     | 0      |
| Śląsk II Wrocław   | 2022/23            | II liga            | 17    | 0      | 1            | 0            | –      | –      | 18    | 0      |
| Śląsk II Wrocław   | 2023/24            | III liga           | 2     | 2      | 0            | 0            | –      | –      | 2     | 2      |
| Śląsk II Wrocław   | 2024/25            | III liga           | 2     | 1      | 0            | 0            | –      | –      | 2     | 1      |
| Śląsk II Wrocław   | Ogólnie            | Ogólnie            | 26    | 3      | 1            | 0            | 0      | 0      | 27    | 3      |
| Śląsk Wrocław      | 2023/24            | Ekstraklasa        | 27    | 3      | 0            | 0            | –      | –      | 27    | 3      |
| Śląsk Wrocław      | 2024/25            | Ekstraklasa        | 21    | 2      | 0            | 0            | 1      | 0      | 22    | 2      |
| Śląsk Wrocław      | Ogólnie            | Ogólnie            | 48    | 5      | 0            | 0            | 1      | 0      | 49    | 5      |
| Ogólnie w karierze | Ogólnie w karierze | Ogólnie w karierze | 104   | 9      | 1            | 0            | 1      | 0      | 106   | 9      |

### Reprezentacyjne
(aktualne na dzień 26 maja 2025)
| Reprezentacja      | Rok                | Mecze | Bramki |
| ------------------ | ------------------ | ----- | ------ |
| Ukraina U-23       | 2024               | 1     | 0      |
| Ogólnie            | Ogólnie            | 1     | 0      |
| Ogólnie w karierze | Ogólnie w karierze | 1     | 0      |

## Sukcesy
Sukcesy w karierze klubowej:

### Śląsk Wrocław
- Wicemistrzostwo Polski (1×): 2023/2024